# Bismarcksäule (Bad Berleburg)

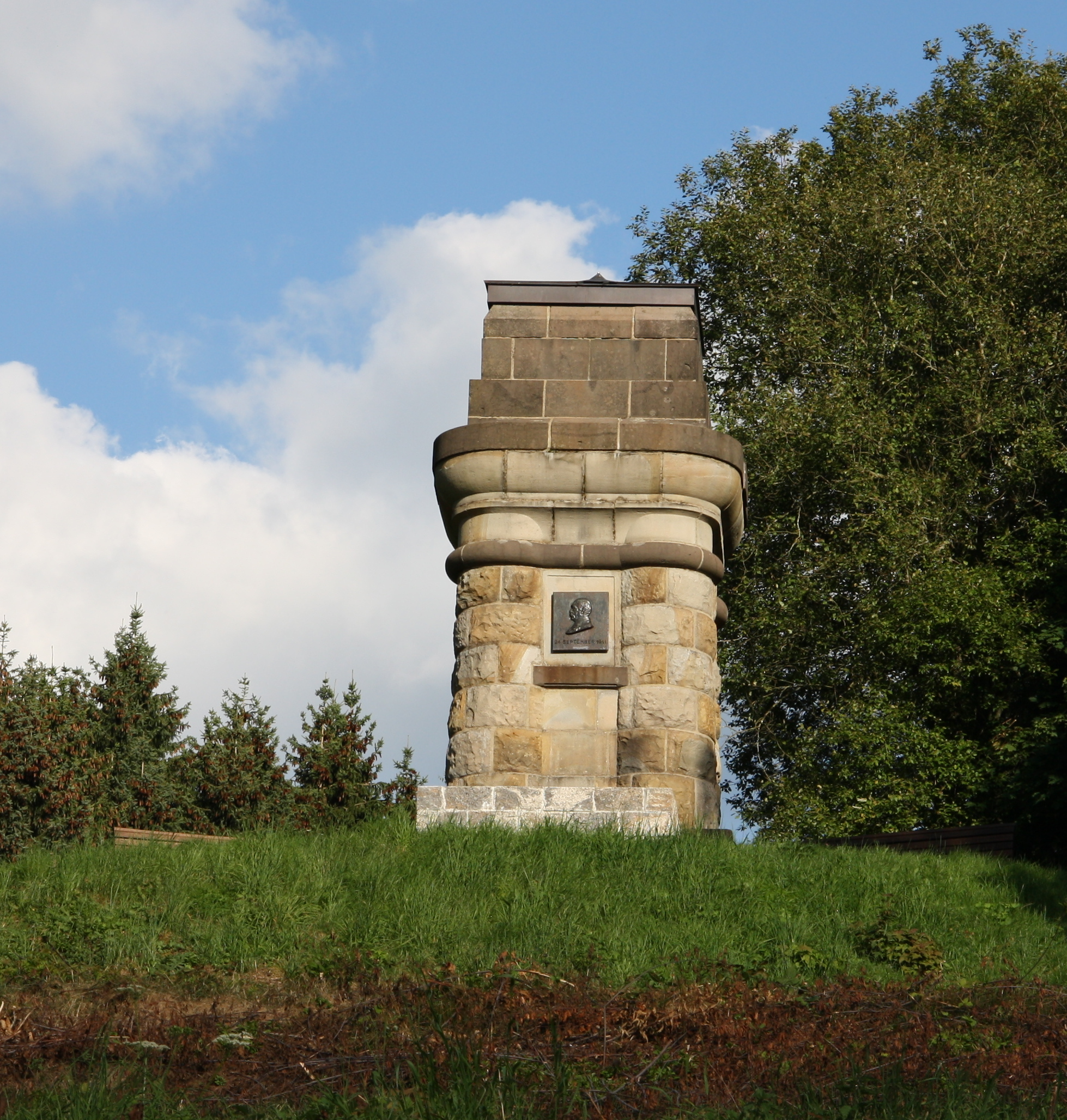
Bismarcksäule Bad Berleburg, Aufnahme 2012.

Die Bismarcksäule in Bad Berleburg gehört zu den zahlreichen Bauwerken, die während des Deutschen Kaiserreichs zur posthumen Verehrung des ersten Reichskanzlers Otto von Bismarck errichtet wurden.

## Standort und Beschreibung
Ihr Standort ist östlich des Berleburger Stadtzentrums am Hang des Großen Hillscheid auf einer kleinen planierten Fläche. Von dort bietet sich eine gute Aussicht über das Odeborntal und auf die gegenüberliegende Anhöhe mit der Berleburger Altstadt und dem Schloss Berleburg.
Das quadratische Podest von ca. 3,5 × 3,5 Meter ist 0,35 m hoch. Hierauf wurde der Turmsockel mit einer Kantenlänge von 2,7 × 2,7 m und einer Höhe von 82 cm gebaut. Auf dem Turmsockel erhebt sich der wuchtige Turmschaft mit seinen Dreiviertelsäulen an den Ecken mit 2,39 m Höhe. Es folgt der Turmkopf, auf dem sich eine runde Feuerschale befindet, sodass der gesamte Turm eine Höhe von 6,1 m erreicht. Die Berleburger Bismarcksäule ist damit die kleinste von insgesamt 47 Ausführungen des Modells Götterdämmerung, die auch als letzte fertiggestellt wurde.

## Geschichte

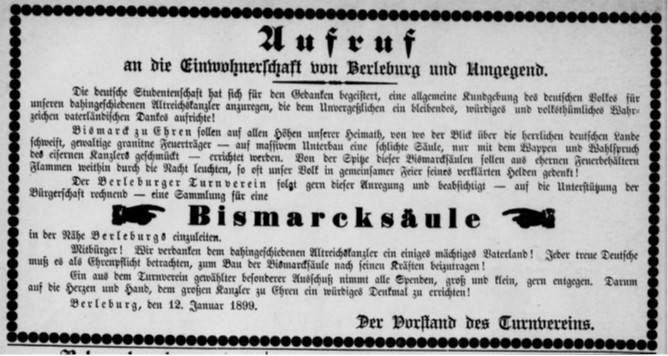
Erster Aufruf zur Errichtung der Bismarcksäule in Berleburg am 14. Januar 1899.

Nach dem Tode Bismarcks im Jahr 1898 erfolgte ein Spendenaufruf der Deutschen Studentenschaft mit dem Ziel, im ganzen Reich Bismarcksäulen zu errichten. Der Vorsitzende des Berleburger Turnvereins, Amtmann Christoph Vollmer (1848–1920), griff in der Jahreshauptversammlung am 12. Januar 1899 die studentische Initiative auf und veranlasste die Versammlung, ein Inserat im Wittgensteiner Kreisblatt aufzugeben, wonach man auch in Berleburg eine Säule zu Ehren Bismarcks errichten wolle und man mit Genehmigung der königlichen Staatsregierung die Bevölkerung um Spenden für das Vorhaben bitte. Die Umsetzung des Bauplans verzögerte sich um viele Jahre, da sich der örtliche Kriegerverein kurz danach um die Errichtung eines aufwändigen Kriegerdenkmals in der Kreisstadt bemühte und man diesem Vorhaben offensichtlich Vorrang einräumte. Hinzu kam, dass der Turnverein gleichzeitig das Ziel einer eigenen Halle verfolgte. Nach Fertigstellung des Kriegerdenkmals im Jahr 1901 und Einweihung der neuen Turnhalle im Jahr 1904 konnte man sich intensiver dem Projekt Bismarcksäule widmen. Dennoch erreichte man erst im Jahre 1911 ein Spendenaufkommen von insgesamt 4000 Mark, mit dem sich das Vorhaben umsetzen ließ.

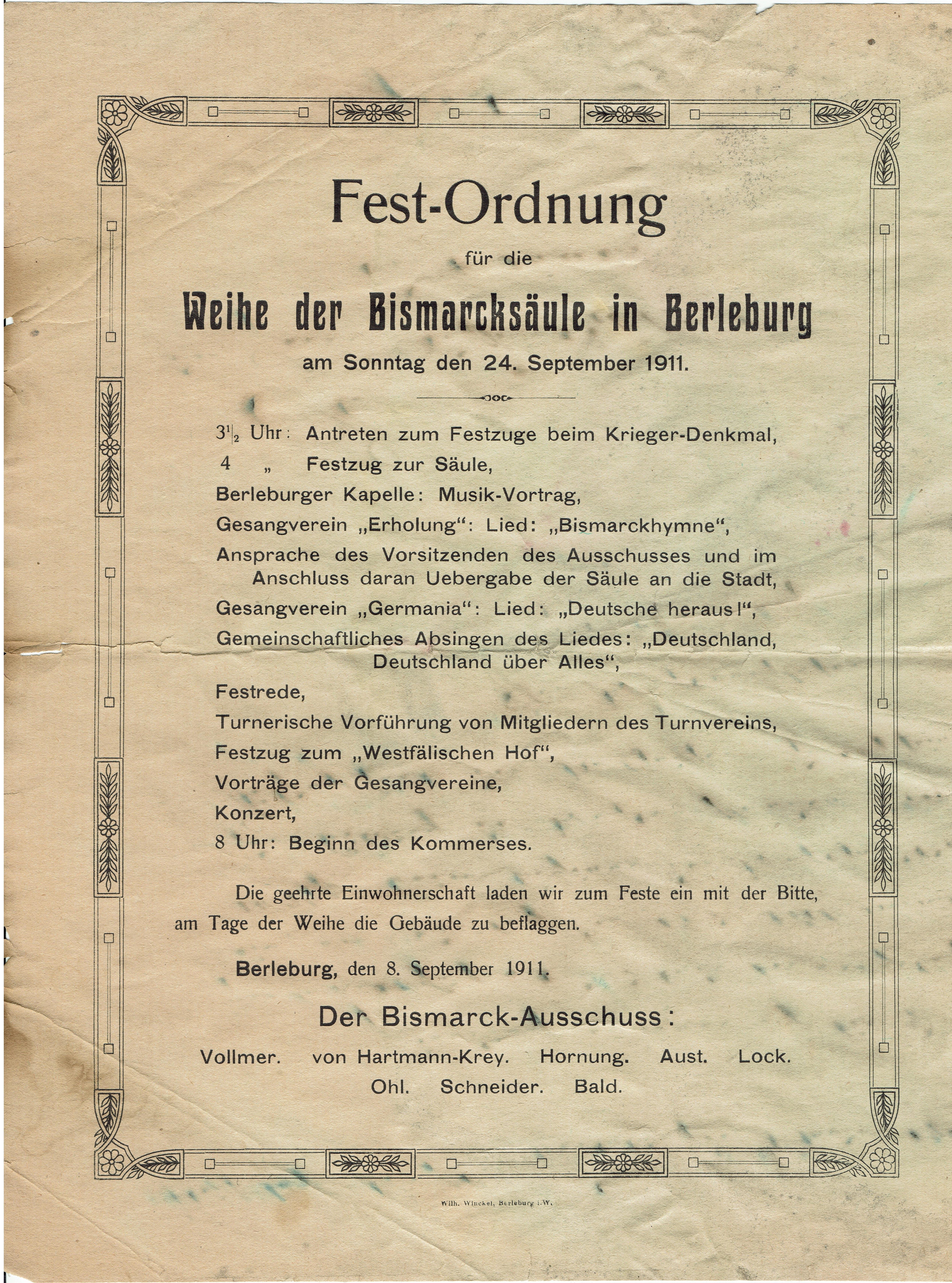
Programm zur Einweihung am 24. September 1911.

1903 wurden erste Planungen zum Projekt bekannt, im Jahr 1905 teilte man der Öffentlichkeit einen Entwurf der Bismarcksäule mit, der sich an den Plänen des Architekten Wilhelm Kreis mit seinem preisgekrönten Modell Götterdämmerung orientierte. Die weitere Bauplanung übernahm der Regierungsbaumeister Aust, der auch Mitglied des örtlichen Bismarckausschusses war. Mitte 1911 wurde bekannt, dass der Bau noch im gleichen Jahr fertiggestellt werden solle. Mit der Bauausführung beauftragte man die ortsansässige Firma Daniel Rompel. Als Baumaterial wurde Sandstein verwendet. Die Grundsteinlegung erfolgte am 18. August 1911. Auf der unteren Podeststufe an der Rückseite des Bauwerks meißelte man die Inschrift „DR 1911“ ein, mit der sich die Bauunternehmer verewigte.
Zwei Monate später war der Bau vollendet, und am 24. September 1911 erfolgte die feierliche Einweihung des Bauwerks. Das runde Feuerbecken mit einem Gewicht von 495 kg war eine Spende des Hüttenbesitzers und Freiherrn Erich von Wittgenstein (1880–1914) und wurde nachträglich im Dezember 1911 auf dem Turmkopf platziert. Aus Anlass des Bismarck-Geburtstages entfachte man das Feuer erstmalig am 1. April 1912, wobei es jedoch wegen der nassen Witterung zunächst seine erhoffte weit sichtbare Wirkung verfehlte.
An der Vorderseite des Turms wurde später ein Bismarck-Relief mit dem Datum der Einweihung angebracht.
Von dem ursprünglichen Vorhaben, neben Bildnis und Wappen auch den Leitspruch Bismarcks (Wir Deutsche fürchten Gott, aber sonst nichts in der Welt) zu installieren, wurde Abstand genommen. Auch die Anbringung eines Reichsadlers, eines preußischen Adlers sowie die Montage des Wappens des fürstlichen Hauses Sayn-Wittgenstein-Berleburg an den übrigen freien Seiten der Säule unterblieb.
Bereits sechs Jahre vor dem Bau der Bismarcksäule beschloss die städtische Kommission zur Benennung der Straßen in Kenntnis des geplanten Bauwerks, der Verbindung von der Poststraße Richtung Großes Hillscheid den Namen Bismarckstraße zu geben.

## Neuere Geschichte
Die örtliche CDU-Fraktion stellte am 28. September 1988 den Antrag, die Bismarcksäule in die Liste der Baudenkmäler in Bad Berleburg einzutragen, dem am 12. Juni 1989 stattgegeben wurde.
Nachdem das Bauwerk stark sanierungsbedürftig wurde, erklärte sich der Verkehrs- und Heimatverein Bad Berleburg e.V. bereit, die Bismarcksäule bis zur 750-Jahr-Feier der Stadt im Jahr 2008 wiederherzustellen. Die verwitterten Oberflächen wurden gereinigt und versiegelt, alle Fugen des Bauwerks wurden erneuert. Oberhalb der Feuerschale installierte man eine pyramidenförmige Kupferabdeckung, die eine Durchfeuchtung des Bauwerks verhindern soll. Zudem wurde die Sichtachse der Bismarcksäule von Gehölzen befreit, sodass wieder eine freie Sicht auf das Denkmal möglich ist. Die Sanierungsarbeiten konnten vom Verein im Juli 2008 zeitgerecht beendet werden. Im Dezember 2008 kürte der Landschaftsverband Westfalen-Lippe die sanierte Bismarcksäule in Bad Berleburg zum Denkmal des Monats.
Am 24. September 2011 wurde das 100-jährige Jubiläum der Bismarcksäule unmittelbar am Bauwerk gefeiert.